# Fabas (Tarn-et-Garonne)
Fabas é uma comuna francesa na região administrativa da Occitânia, no departamento de Tarn-et-Garonne. Estende-se por uma área de 6.3 km², e possui 639 habitantes, segundo o censo de 2018, com uma densidade de 100 hab/km².